# Figueiró dos Vinhos (gemeente)
Figueiró dos Vinhos is een plaats en gemeente in het Portugese district Leiria.
De gemeente heeft een totale oppervlakte van 174 km² en telde 7352 inwoners in 2001.

## Freguesias in de gemeente
De volgende freguesias liggen binnen de gemeente:
- Aguda
- Arega
- Bairradas
- Campelo
- Figueiró dos Vinhos